# St. Katharinen (Battgendorf)

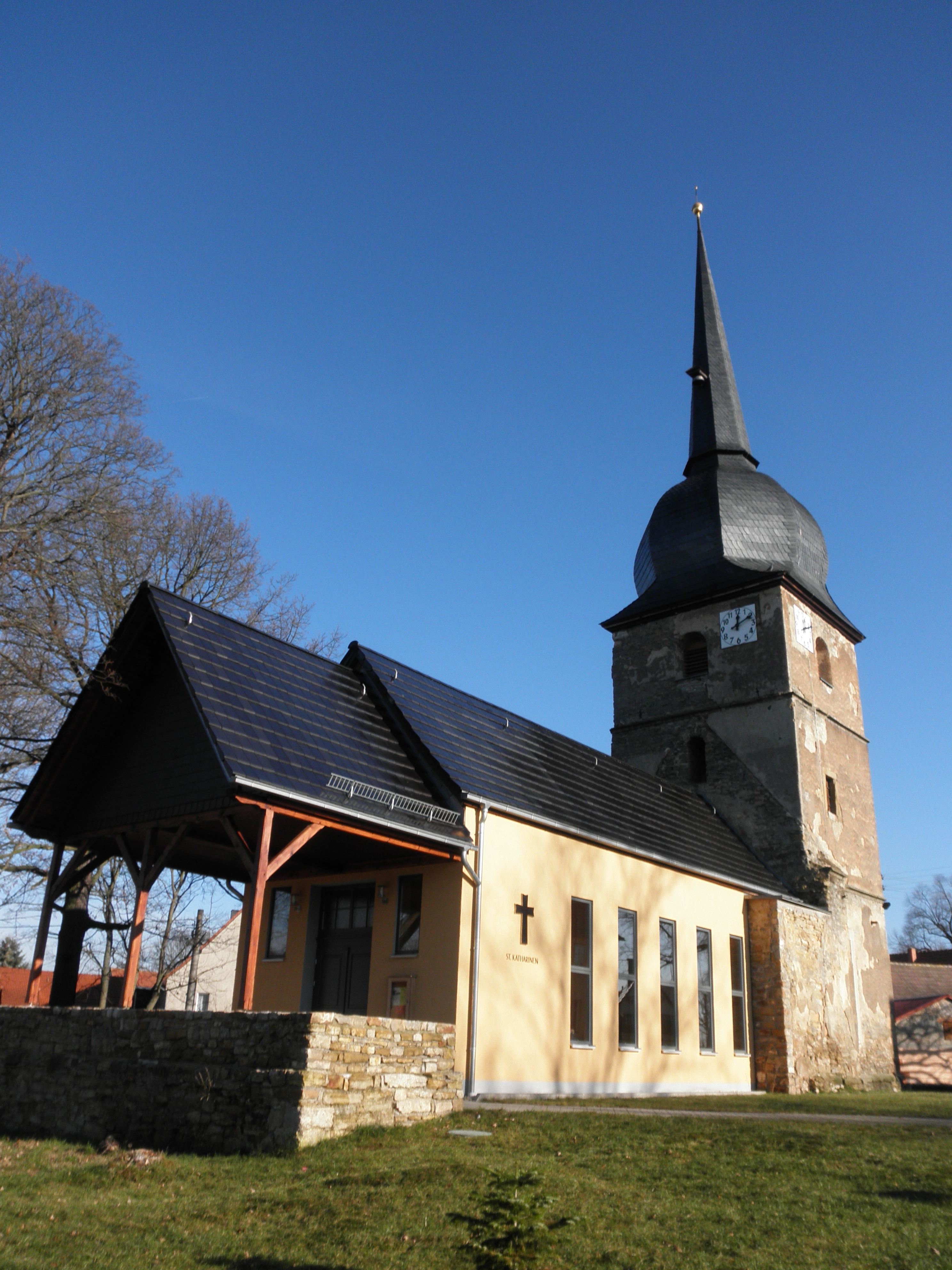
St. Katharina

Die evangelische Dorfkirche St. Katharinen steht im Ortsteil Battgendorf der Stadt Kölleda im Landkreis Sömmerda in Thüringen. Sie gehört zum Pfarrbereich Kölleda im Kirchenkreis Eisleben-Sömmerda der Evangelischen Kirche in Mitteldeutschland.

## Geschichte
Die St.-Katharinen-Kirche wurde 1702 aus den Steinen ihrer Vorgängerkirche errichtet. 1714 wurde der Kirchturm gebaut. Das Kirchenschiff musste 1957 wegen statischer Probleme abgebrochen werden. Erhalten blieb der Kirchturm, an dem 2006 ein verkleinertes Kirchenschiff angebaut wurde. Als Bauauflage wurden die Fundamente des abgebrochenen Vorgängerbaus sichtbar verewigt. 